# 倪教敷
倪教敷 (1853年—?)，字壽芝，一字文甫，广州驻防漢軍正藍旗人，清朝政治人物、同進士出身。
同治癸酉举人，光緒十二年（1886年），参加光緒丙戌科殿試，登進士三甲161名。同年五月，著主事分部学习。